# Diplodiscus hookerianus
Diplodiscus hookerianus là một loài thực vật có hoa thuộc họ Malvaceae theo nghĩa rộng (sensu lato) hoặc Tiliaceae.
Loài này chỉ có ở Malaysia.